# Яндекс.Відео
Яндекс. Відео — заборонений в Україні пошук у відеороликах від Яндекса з можливістю перегляду більшості знайдених роликів на сторінці результатів пошуку. Пошук здійснюється як серед роликів, розміщених на відеохостингу Яндекса, так і на сторонніх відеохостингах і новинних інтернет-ресурсах.

Топ 12 роликів за день на головній сторінці сервісу — це найпопулярніші ролики, що коментуються у блогах. Їх список визначається за допомогою іншого сервісу Яндекса — Пошуку по блогах.
Під час пошуку роликів у користувача є можливість уточнювати, які саме результати його цікавлять. Для цього реалізовані фільтри за джерелом і тривалістю ролика. Також знайдені ролики можна відсортувати за датою їх додавання (свіжістю) та популярністю серед інших користувачів.
Будь-який знайдений ролик, незалежно від того, на якому хостингу він розміщений, користувач може додати до створеної ним колекції відео, або в «Улюблені ролики» — колекцію відео, яка за умовчанням є у всіх користувачів.
За умовчанням у користувача ввімкнено режим «помірної фільтрації» результатів пошуку, який дозволяє уникнути потрапляння в пошукову видачу відеоконтенту, що не підходить для перегляду неповнолітніми.
Відеохостинг на сервісі було закрито 2014 року.

## Перегляд відео
Перегляд роликів організовано з використанням технології Adobe Flash. Якщо відео спочатку завантажувалося з якістю, що відповідало певним критеріям, наприклад, мало характеристики, які вказували на те, що це вихідне відео з камери, то під час його перегляду буде доступний перемикач на якіснішу версію. У разі завантаження відео з розміром специфічним для HD — у вікні перегляду з'явиться перемикач «HD Відео».
Користувачам, які мають логін на Яндексі, доступні функції коментування та оцінювання чужих роликів. Також вони можуть призначати їм теги. Будь-яка з цих дій може бути заборонена користувачем, який завантажив відео.